# Rudé gardy

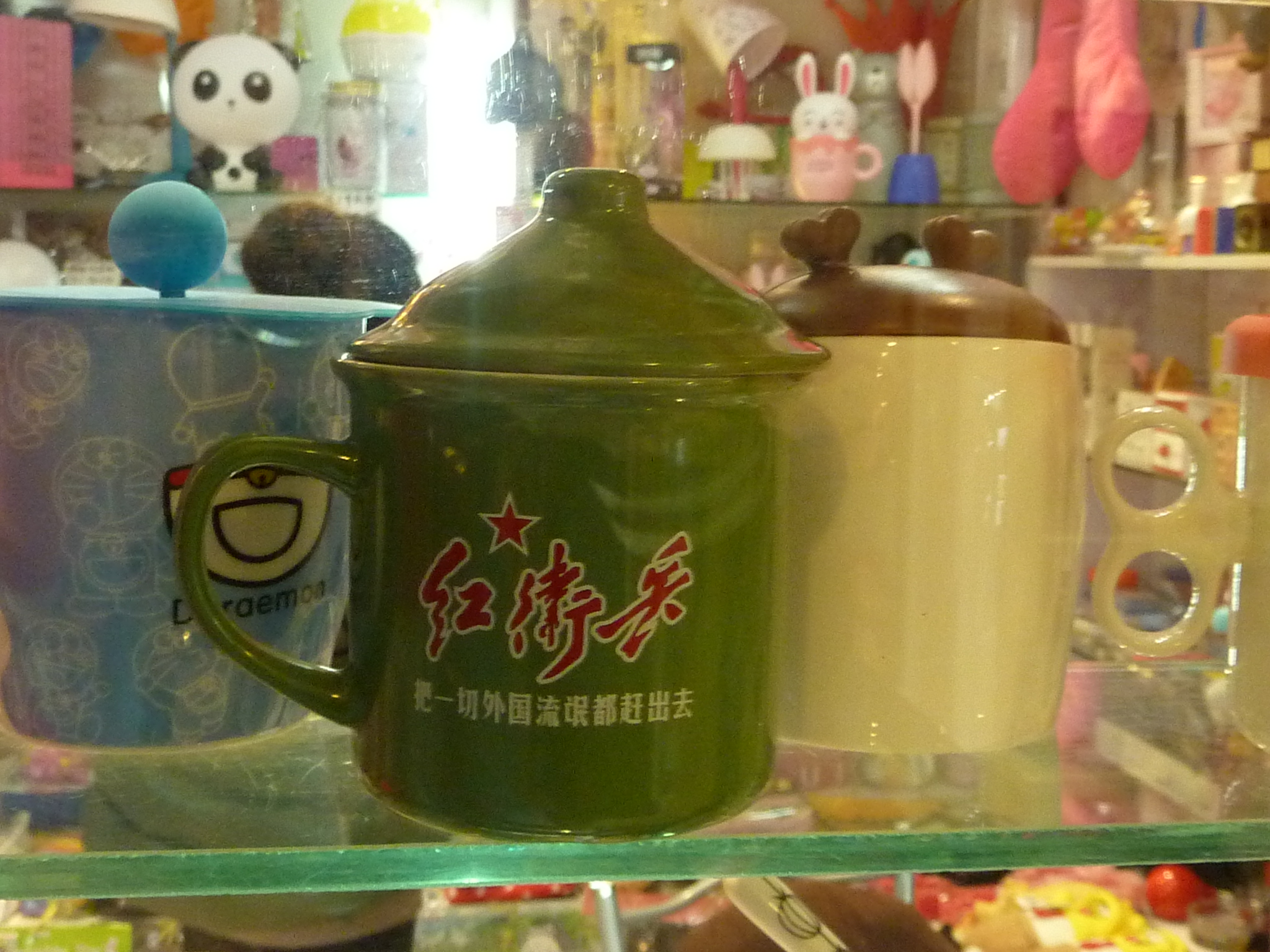
Hrnek se symbolikou Rudých gard v obchodě se suvenýry

Rudé gardy (čínsky 红卫兵, chung-wej-pching) byla čínská mládežnická organizace v době kulturní revoluce. Jejím programem byl kult osobnosti Mao Ce-tunga a boj proti všemu tradičnímu.
Rudé gardy byly založeny v květnu 1966 na pekingské střední škole Čching-chua Ta-süe Fu-šu Čung-süe. Organizátorkou Rudých gard byla profesorka Pekingské univerzity Nie Jüan-c'. Gardy se šířily po celé zemi, kritizovaly vedení škol za konzervativní názory a dožadovaly se většího vlivu mladých na řízení společnosti, k agitaci využívaly velké ručně psané plakáty zvané ta-c'-pao. V srpnu 1966 podpořil Rudé gardy Mao Ce-tung, pro kterého byly masy oddaných mladých lidí ideálním nástrojem v boji proti jeho mocenským konkurentům. Vyhlásil proto heslo „Palte na štáby!“ a oznámil, že jen nezkažení mladí lidé mohou úspěšně bojovat proti čtyřem přežitkům – starému myšlení, staré kultuře, starým obyčejům a starým návykům. Po tomto požehnání z nejvyšších míst začaly oddíly zfanatizované mládeže v zelených uniformách s rudými páskami na rukávech terorizovat obyvatelstvo a ničit kulturní památky. Gardisté, mezi nimiž byly i desetileté děti, obviňovali své učitele, vlastní rodiče i vysoké funkcionáře z „kontrarevolučních názorů“, oběti byly ponižovány, mučeny a mnohdy i bez soudu zabíjeny. Počet gardistů údajně přesáhl jedenáct milionů.
V důsledku počínání Rudých gard zavládl v zemi chaos. Jednotlivé frakce gardistů bojovaly mezi sebou navzájem a mnohdy se obracely i proti armádě. Proto byl v únoru 1967 zahájen projekt posílání nejhorlivějších gardistů na venkov: oficiálně aby šířili revoluční myšlenky mezi rolnictvem, ve skutečnosti proto, aby se jich Mao zbavil. Vliv Rudých gard postupně slábl, od září 1967 byli zatýkáni a popravováni gardisté, kteří odmítali ukončit svoji činnost. V červenci 1968 byly Rudé gardy definitivně rozpuštěny.